# Republica de la Comrat

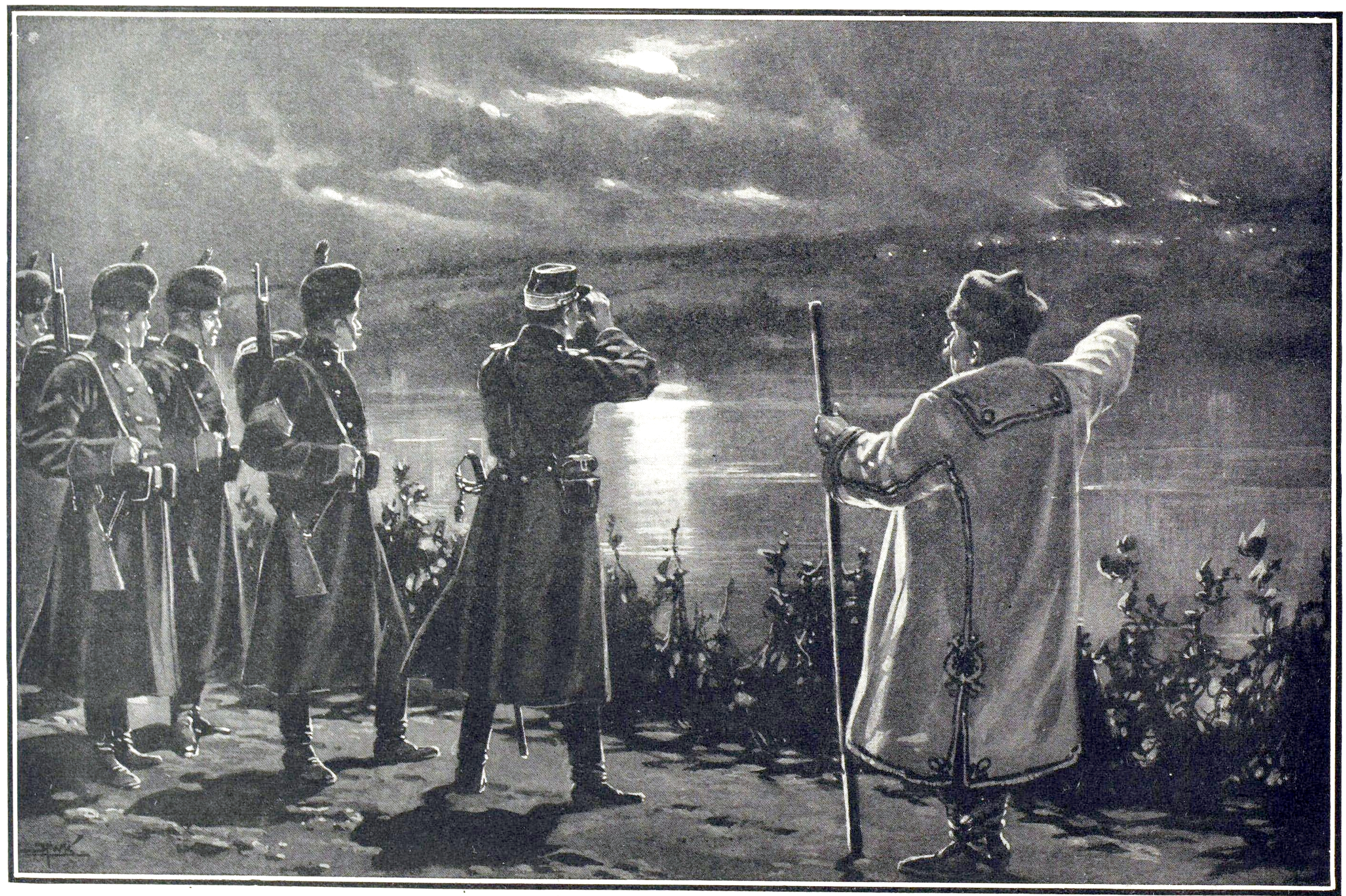
De pe malul românesc al Prutului, o patrulă de grăniceri observă satele basarabene incendiate de armata țaristă.

Republica Comrat (găgăuză: Komrat Respublikası) a fost o republică autonomă de facto, care a existat timp de cinci zile, în iarna anului 1906, în timpiul unei răscoale țărănești din Basarabia izbucnită în cadrul mai larg al Revoluției ruse din 1905. Socialist-revoluționarul Andrei Gălățeanu, pe atunci student la Școala politehnică din Harkov, a proclamat republica autonomă de la Comrat, oraș basarabean cu majoritate găgăuză. În urma înăbușirii mișcării de către armata țaristă, Andrei Gălățeanu a fost judecat și deportat într-o „catorgă” (ocnă) în Siberia.